# Kim Rogers
Kim Rogers (* 14. Mai 1980 in Vancouver) ist eine ehemalige kanadische Fußballspielerin, die zwei Spielzeiten für den FC Bayern München in der Bundesliga absolvierte.

## Karriere
Rogers war während ihrer Highschool-Zeit an der Semiahmoo Secondary School in White Rock fünf Spielzeiten, drei als Mannschaftskapitän, für das Frauenfußballteam in der, unter dem NCAA-Verband organisierten Fraser Valley League aktiv und darüber hinaus auch in dieser Zeit die Wertvollste Spielerin. 
In der Zeit, als sie sich für zwei Jahre an der University of Texas at El Paso einschrieb, war sie für deren Frauenfußballmannschaft, den Miners, in der Western Athletic Conference aktiv. In dieser Zeit gehörte sie auch der U-20-Auswahlmannschaft von British Columbia an, mit der sie bei den Kanadischen Sommerspielen 1998 und bei den Westkanadischen Sommerspielen 1999 jeweils die Goldmedaille gewann.
Im Jahr 2000 wechselte sie zur San Diego State University, für deren Frauenfußballmannschaft, den San Diego State Aztecs, sie 19 von 21 Saisonspielen in der Mountain West Conference bestritt und am 1. November, beim 3:0-Sieg in Las Vegas gegen New Mexico, mit dem Tor zum 1:0 in der 31. Minute ihr einziges Tor erzielte.
Zur Saison 2003/04 gehörte sie dem FC Bayern München an, für den sie in ihrer Bundesligapremierensaison 15 Punktspiele bestritt und drei Tore erzielte. Ihr Debüt am 17. August 2003 (1. Spieltag) bei der 1:4-Niederlage im Auswärtsspiel gegen den SC 07 Bad Neuenahr verlief über 90 Minuten. Ihr erstes Bundesligator erzielte sie am 24. August 2003 (2. Spieltag) beim 3:2-Sieg im Heimspiel gegen den FCR Duisburg mit dem Treffer zum 1:1 in der 34. Minute. Nach nur einer Spielzeit verließ sie den FC Bayern München und kehrte zur Saison 2005/06 zu diesem zurück. In ihrer zweiten Spielzeit bestritt sie lediglich drei Punktspiele; ihr letztes am 11. Dezember 2005 (11. Spieltag) bei der 0:5-Niederlage im Heimspiel gegen den 1. FFC Turbine Potsdam, bevor sie für Julia Šimić in der 64. Minute ausgewechselt wurde.